# Vietnam Basketball Association
La Vietnam Basketball Association (Giải Bóng rổ Chuyên nghiệp Việt Nam in vietnamita) è una lega nazionale di basket professionistica del Vietnam fondata nel 2016, posta sotto l'egida della FIBA Asia. La competizione si tiene con cadenza annuale, quasi sempre da giugno a settembre, e vede la partecipazione di 7 squadre, a partire  della stagione 2023.

## Storia
La formazione della VBA è stata annunciata dalla dirigenza della squadra del Saigon Heat, la prima squadra professionistica di basket in Vietnam nata nel 2011, dopo il completamento della stagione 2015-2016 dell'ASEAN Basketball League, competizione in cui la squadra competeva come rappresentante del Vietnam. In vista della stagione inaugurale, la VBA prevedeva che sei squadre provenienti da Hanoi, Da Nang, Ho Chi Minh City, con due possibili club, e Can Tho avrebbero gareggiato nel nuovo campionato. Tuttavia, solo cinque squadre alla fine furono ufficializzate per la prima stagione. Per supervisionare le operazioni del campionato, la VBA si è rivolta alle Filippine, per reperire personale con una vasta esperienza nel mondo del basket. Tonichi Pujante è stato nominato come primo commissario della lega.
La prima edizione della nuova lega si è svolta tra l'agosto ed il novembre del 2016, con i Da Nang Dragons che si sono aggiudicati il primo titolo nella storia della Vietnam Basketball Association, vincendo la serie finale contro gli Ho Chi Minh Wings per 2-0, nonostante arrivavano sfavoriti ai play-off avendo terminato la stagione regolare all'ultimo posto.

## Squadre partecipanti

### Squadre Attuali
La VBA ha iniziato la sua stagione inaugurale con cinque squadre a competere per il titolo, ma la lega è sempre stata aperta all'ingresso di nuove squadre. I Thang Long Warriors sono stati aggiunti come sesta squadra nella stagione 2017, seguiti dai Nha Trang Dolphins come settima nella stagione 2020.
Per la stagione 2025 la lega ha annunciato la partecipazione di una squadra ospite alla competizione, con la presenza della squadra delle Filippine dei V Islanders.
| Squadra            | Città            | Palazzetto                         | Fondazione | Entrata | Allenatore       |
| ------------------ | ---------------- | ---------------------------------- | ---------- | ------- | ---------------- |
| Can Tho Catfish    | Cần Thơ          | Cần Thơ Multi-purpose Sports Arena | 2016       | 2016    | Jordan Collins   |
| Da Nang Dragons    | Đà Nẵng          | Quân Khu 5 Sports Arena            | 2016       | 2016    | Todd Purves      |
| Hanoi Buffaloes    | Hà Nội           | Bách Khoa Sports Arena             | 2016       | 2016    | Erik Rashad      |
| Ho Chi Minh Wings  | Ho Chi Minh City | Hồ Xuân Hương Sports Arena         | 2016       | 2016    | Erik Olson       |
| Nha Trang Dolphins | Khánh Hòa        | Nha Trang University Sports Arena  | 2020       | 2020    | Predrag Lukic    |
| Saigon Heat        | Ho Chi Minh City | CIS Sports Arena                   | 2011       | 2016    | Matthew van Pelt |
| V Islanders        | Hanoi            | Hanoi Children's Palace Gymnasium  | 2025       | 2025    | Jose Garcia      |

### Ex Squadre
| Squadra             | Città  | Palazzetto   | Entrata | Uscita |
| ------------------- | ------ | ------------ | ------- | ------ |
| Thang Long Warriors | Hà Nội | Tây Hồ Arena | 2017    | 2024   |

## Formato

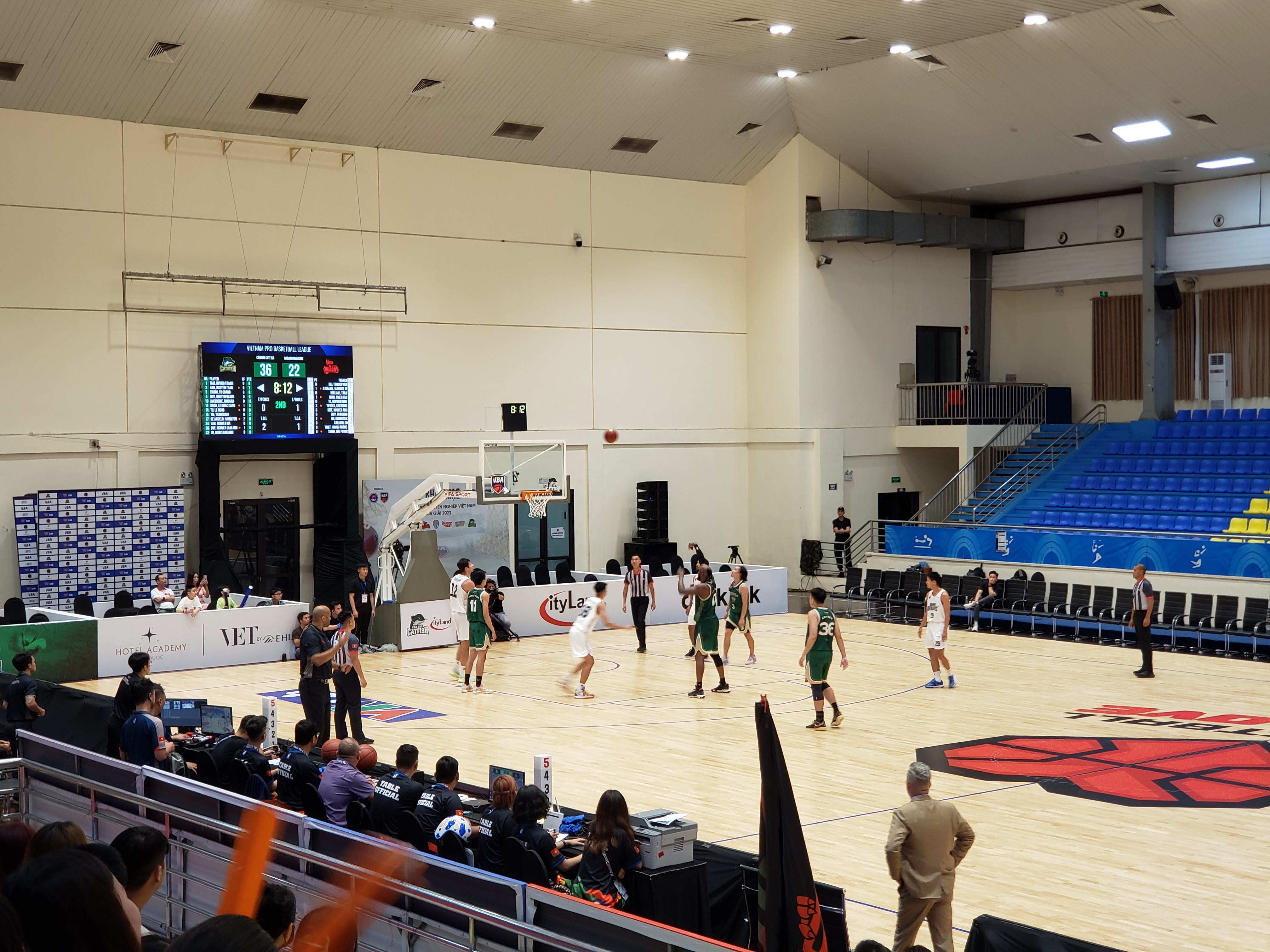
Una partita di VBA del giugno 2023, tra e, giocata ad Hanoi

La preseason inizia solitamente a maggio. Durante questo periodo, le squadre costruiscono i loro roster che possono avere dai 13 a 16 giocatori, ogni squadra può avere tra i suoi giocatori uno straniero, due vietnamiti cresciuti all'estero e da 10 a 13 giocatori locali. La stagione regolare della VBA inizia all'inizio di giugno e dura fino alla fine di settembre. Ogni squadra gioca 12 partite, divise tra sei in casa e sei in trasferta. Alla fine della stagione regolare, la squadra che termina in testa la classifica del campionato riceve il Fans' Shield.
Al termine della stagione regolare iniziano i playoff. Nella stagione inaugurale quella del 2016, visto che vi erano solo 5 squadre partecipanti, tutte le squadre ottennero la qualificazione ai play-off, tuttavia, le squadre che finirono come teste di serie n.4 e n.5 si dovettero incontrare in uno spareggio per procedere ai playoff. Dalla seconda stagione, la 2017, in poi le squadre sono diventate 6, quindi le prime quattro in classifica al termine della stagione regolare ottengono l'accesso ai play-off. La testa di serie numero 1 gioca con la numero 4 e la squadra testa di serie numero 2 incontra la squadra testa di serie numero 3,  in delle serie al meglio delle tre partite. I vincitori passano quindi alle finali VBA, dove si scontrano in un'altra serie al meglio delle tre partite per eleggere il campione nazionale.

## Albo d'Oro
| Stagione | Finaliste                                                         | Finaliste                                                         | Finaliste                                                         | Finaliste                                                         | Semifinaliste                                                     | Semifinaliste                                                     |
| Stagione | Vincitore                                                         | Risultato                                                         | Risultato                                                         | Secondo posto                                                     | Semifinaliste                                                     | Semifinaliste                                                     |
| -------- | ----------------------------------------------------------------- | ----------------------------------------------------------------- | ----------------------------------------------------------------- | ----------------------------------------------------------------- | ----------------------------------------------------------------- | ----------------------------------------------------------------- |
| 2016     | Da Nang Dragons                                                   | 2                                                                 | 0                                                                 | Ho Chi Minh Wings                                                 | Saigon Heat                                                       | Hanoi Buffaloes                                                   |
| 2017     | Thang Long Warriors                                               | 3                                                                 | 2                                                                 | Can Tho Catfish                                                   | Saigon Heat                                                       | Hanoi Buffaloes                                                   |
| 2018     | Can Tho Catfish                                                   | 3                                                                 | 0                                                                 | Hanoi Buffaloes                                                   | Saigon Heat                                                       | Thang Long Warriors                                               |
| 2019     | Saigon Heat                                                       | 3                                                                 | 2                                                                 | Can Tho Catfish                                                   | Ho Chi Minh Wings                                                 | Thang Long Warriors                                               |
| 2020     | Saigon Heat                                                       | 3                                                                 | 1                                                                 | Thang Long Warriors                                               | Can Tho Catfish                                                   | Hanoi Buffaloes                                                   |
| 2021     | non terminata a causa della diffusione della Pandemia di COVID-19 | non terminata a causa della diffusione della Pandemia di COVID-19 | non terminata a causa della diffusione della Pandemia di COVID-19 | non terminata a causa della diffusione della Pandemia di COVID-19 | non terminata a causa della diffusione della Pandemia di COVID-19 | non terminata a causa della diffusione della Pandemia di COVID-19 |
| 2022     | Saigon Heat                                                       | 3                                                                 | 0                                                                 | Hanoi Buffaloes                                                   | Ho Chi Minh Wings                                                 | Nha Trang Dolphins                                                |
| 2023     | Saigon Heat                                                       | 3                                                                 | 1                                                                 | Nha Trang Dolphins                                                | Hanoi Buffaloes                                                   | Thang Long Warriors                                               |
| 2024     | Saigon Heat                                                       | 3                                                                 | 0                                                                 | Can Tho Catfish                                                   | Hanoi Buffaloes                                                   | Nha Trang Dolphins                                                |

## Vittorie per squadre
| Squadra             | Vittorie | Finalista | Totale | Anni vittorie                | Anni finali      |
| ------------------- | -------- | --------- | ------ | ---------------------------- | ---------------- |
| Saigon Heat         | 5        | 0         | 5      | 2019, 2020, 2022, 2023, 2024 | -                |
| Da Nang Dragons     | 1        | 0         | 1      | 2016                         | -                |
| Thang Long Warriors | 1        | 1         | 2      | 2017                         | 2020             |
| Can Tho Catfish     | 1        | 3         | 4      | 2018                         | 2017, 2019, 2024 |
| Ho Chi Minh Wings   | 0        | 1         | 1      | -                            | 2016             |
| Nha Trang Dolphins  | 0        | 1         | 1      | -                            | 2023             |
| Hanoi Buffaloes     | 0        | 2         | 2      | -                            | 2018, 2022       |